# Tom Parker (fotograf)

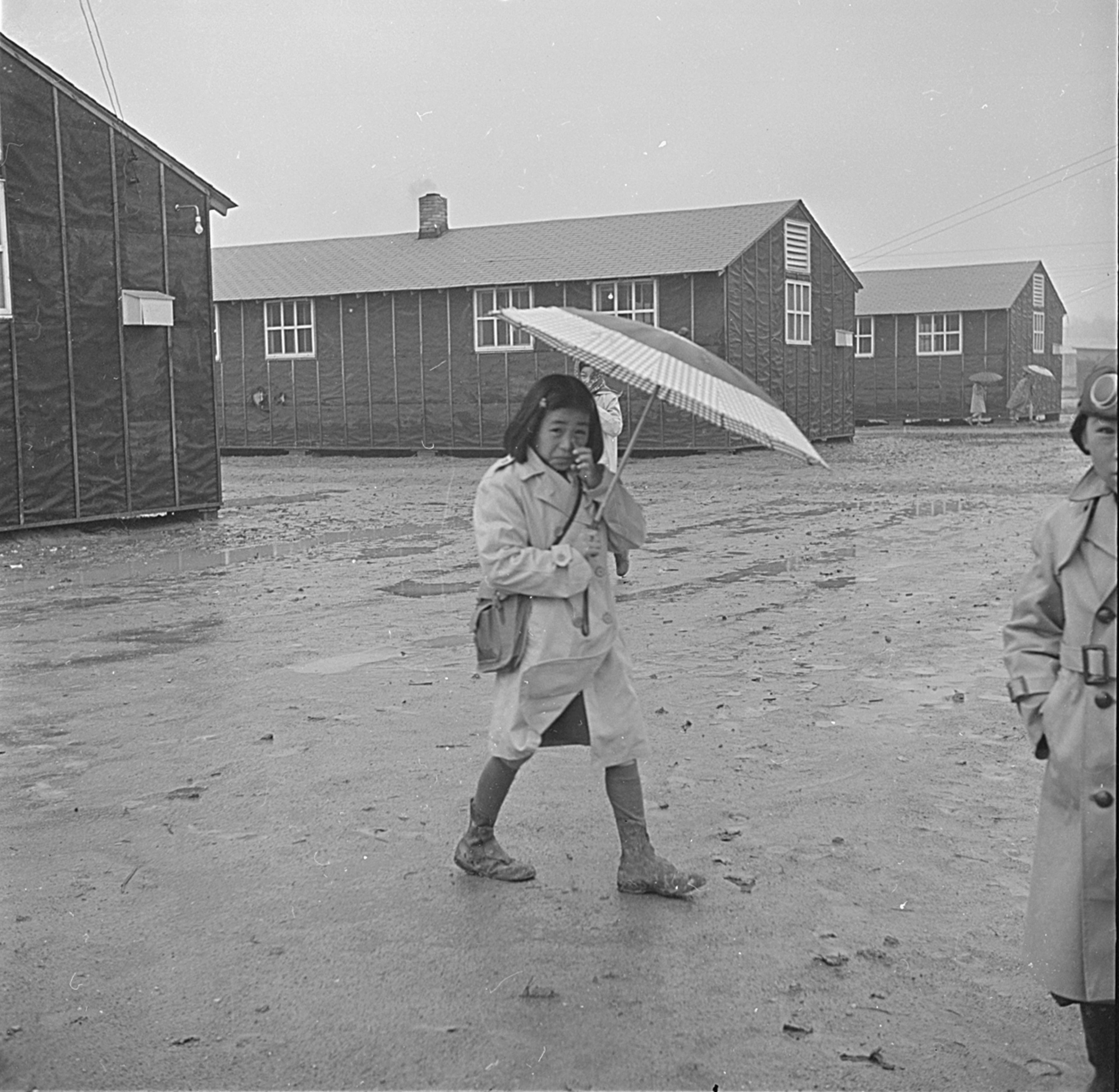
Tom Parker: Dívka s deštníkem při cestě do školy, Jerome Relocation Center, Denson, Arkansas

Tom Parker byl americký fotograf. Fotografoval hodně v amerických internačních táborech, jako byly například Manzanar nebo Tule Lake v Kalifornii. Na pořizování obrazové dokumentace ze života lidí v internačních táborech se podílela řada významných fotografů, jako například Dorothea Lange, Hikaru Iwasaki, Clem Albers, Tom Parker nebo Charles E. Mace.

## Život a dílo
V roce 1942 pracoval pro společnost War Relocation Authority, což byl orgán odpovědný za internaci a stěhování japonských Američanů během druhé světové války. Většina jeho tvorby z let 1942–1943 se soustředila na japonské Američany a Japonce v deseti stálých táborech, včetně Manzanaru, Tule Lake, Poston, Topaz, Gila River a Minidoka. Kromě fotografií pořizoval také dokumentární a propagační filmy.
Asi 1000 jeho negativů je spravováno v archivu National Archives and Records Administration, spadají do kategorie public domain a jsou k dispozici na úložišti obrázků Wikimedia Commons.

## Galerie

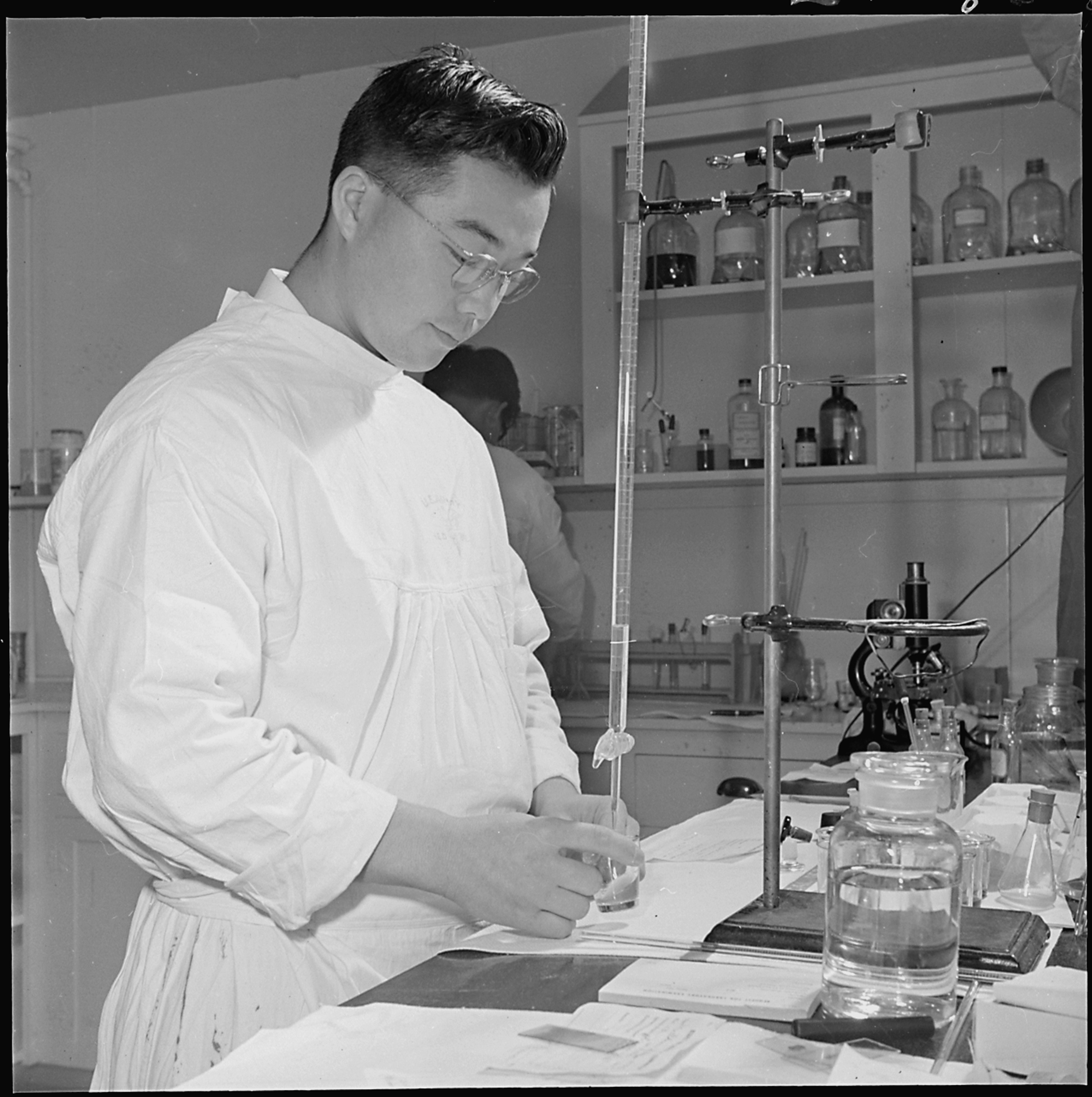
Jerome Relocation Center, Denson, Arkansas
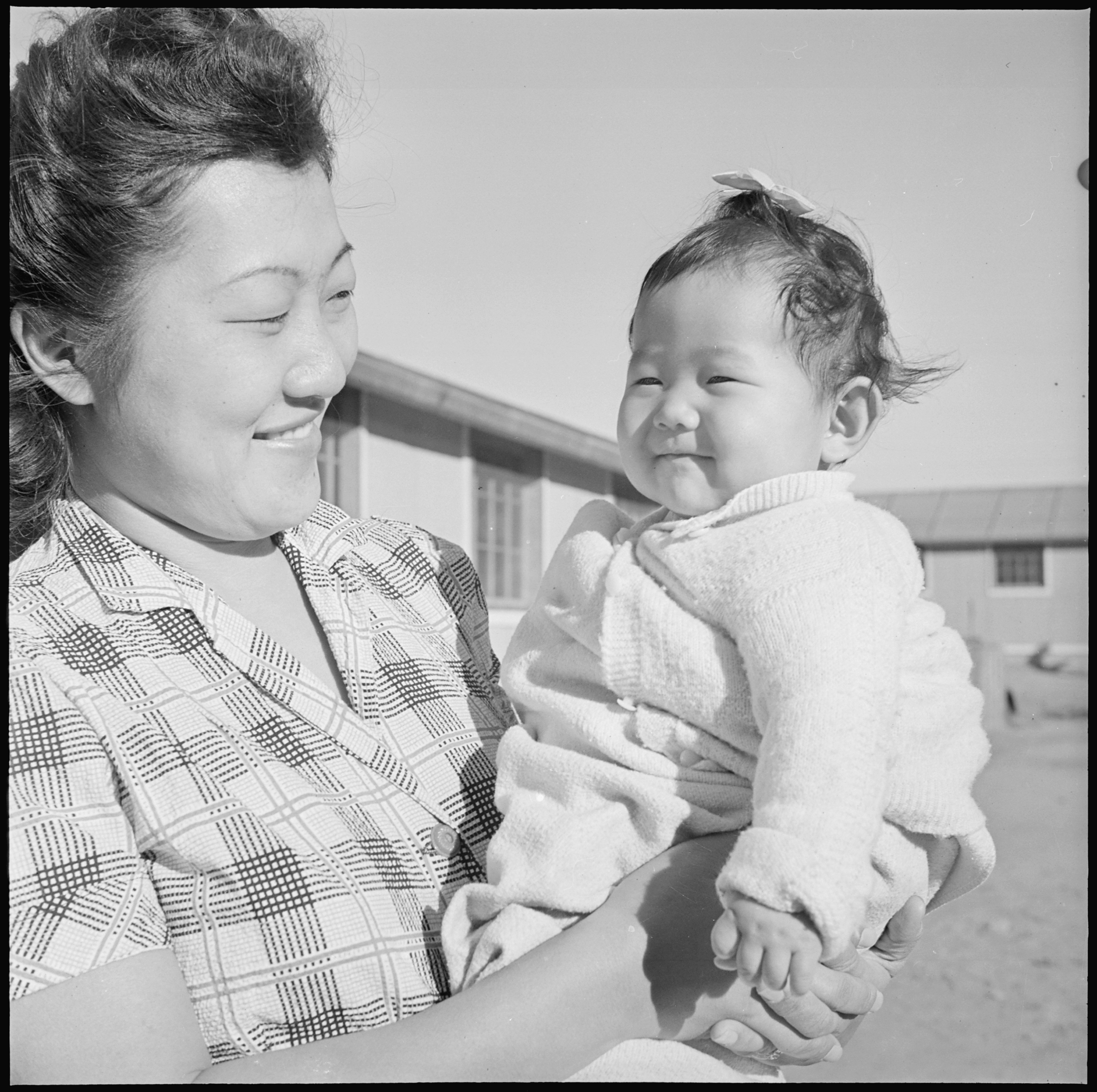
Granada Relocation Center, Amache, Colorado
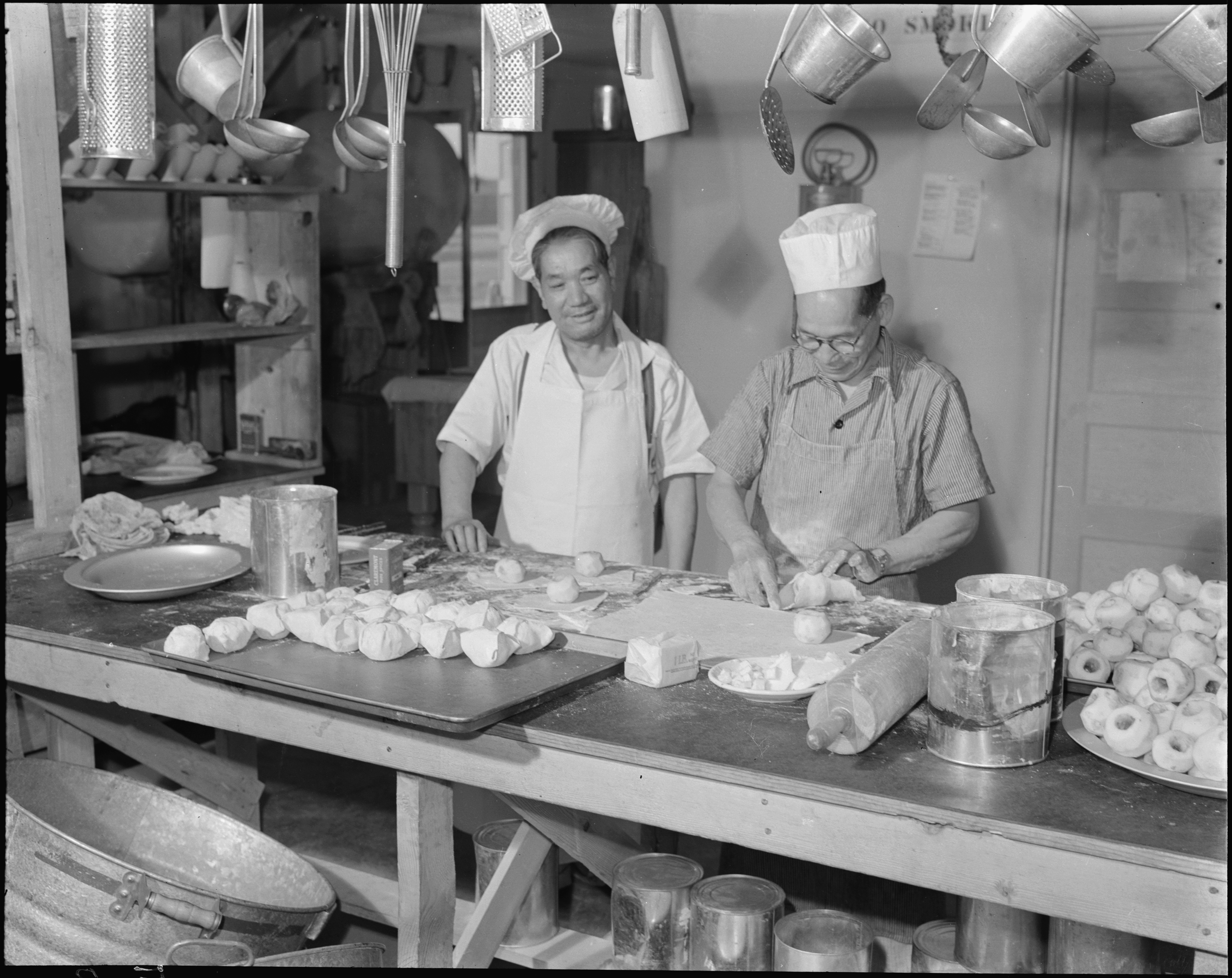
Topaz, Utah
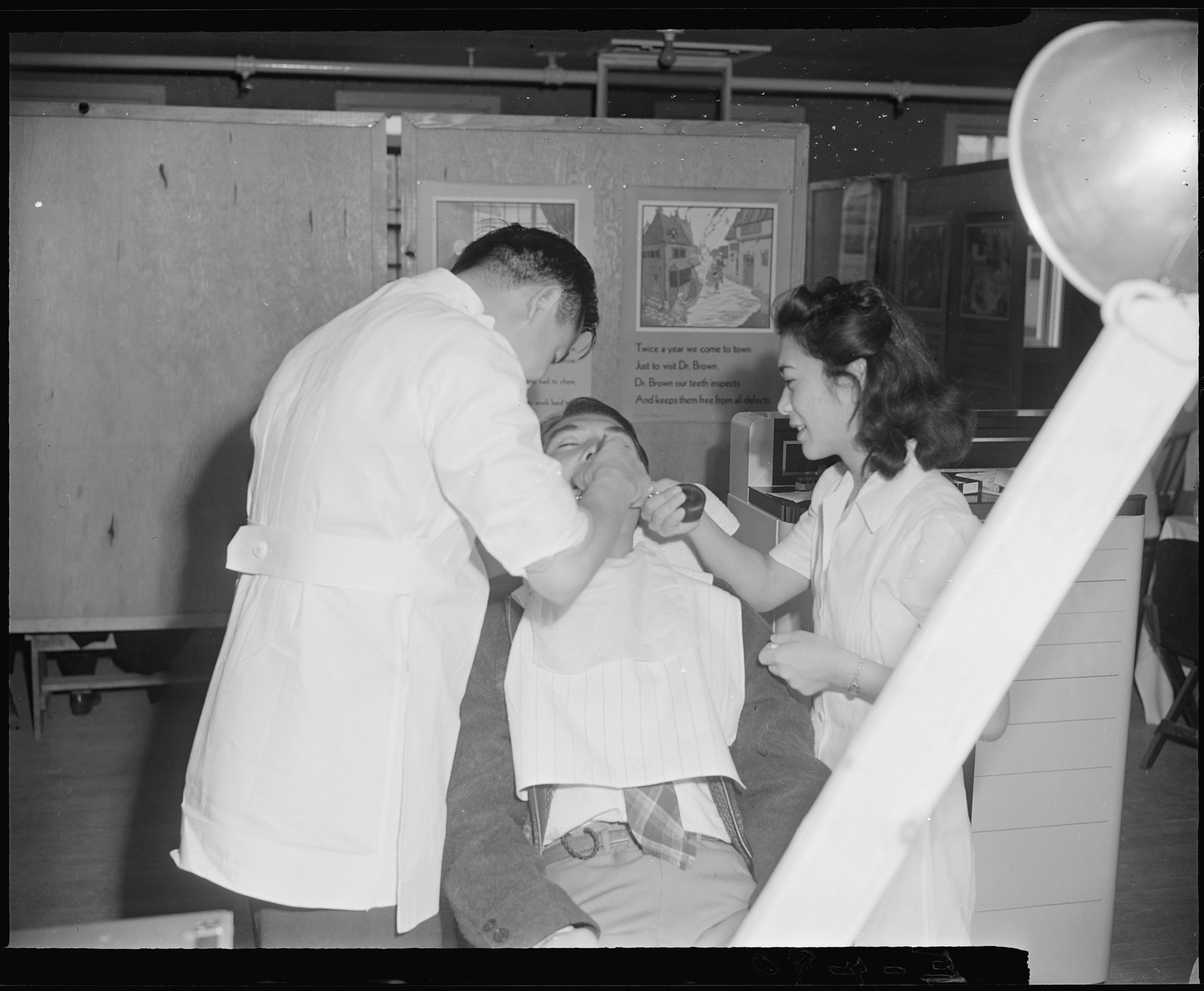
Granada Relocation Center, Amache, Colorado
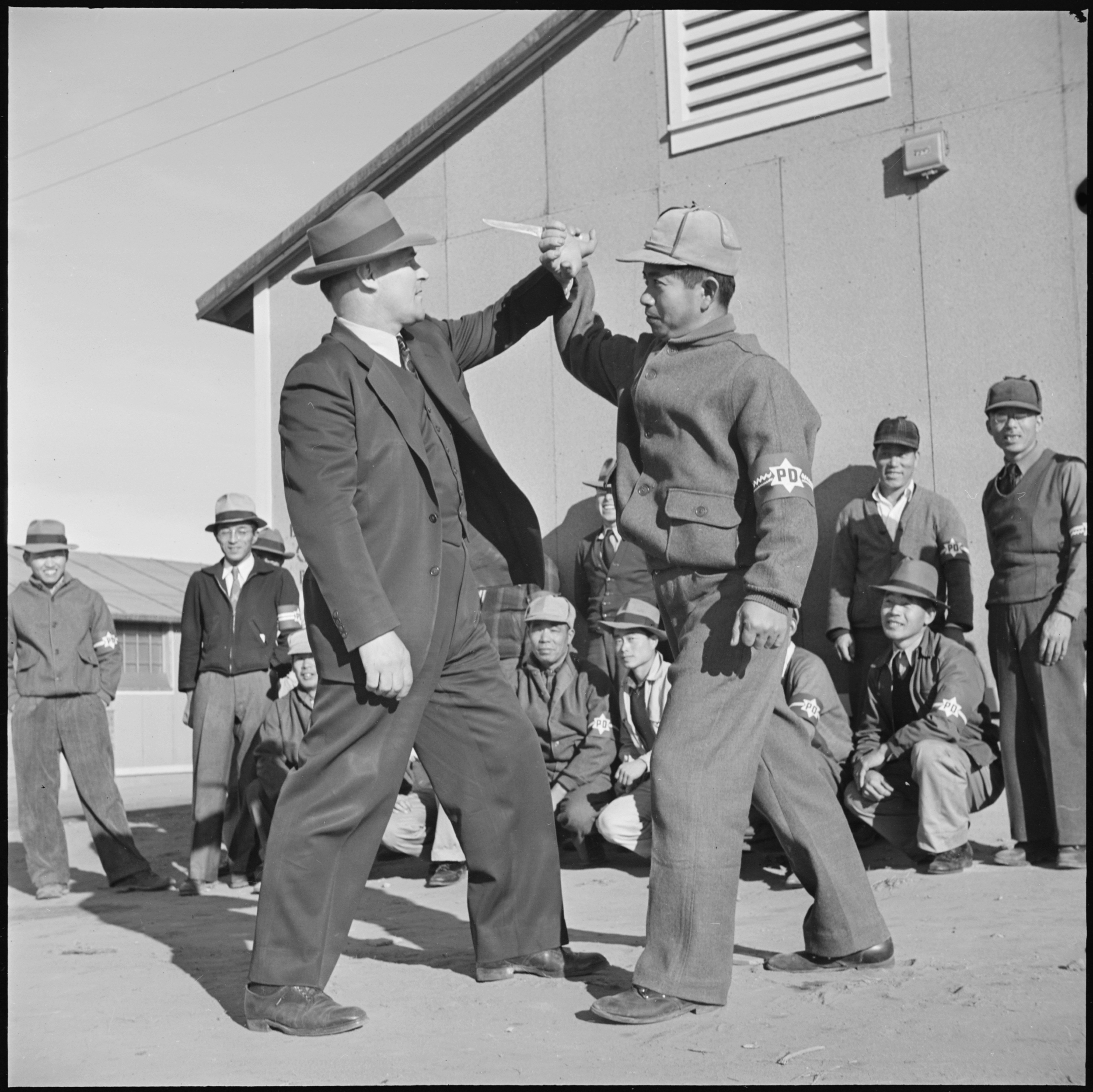
Granada Relocation Center, Amache, Colorado
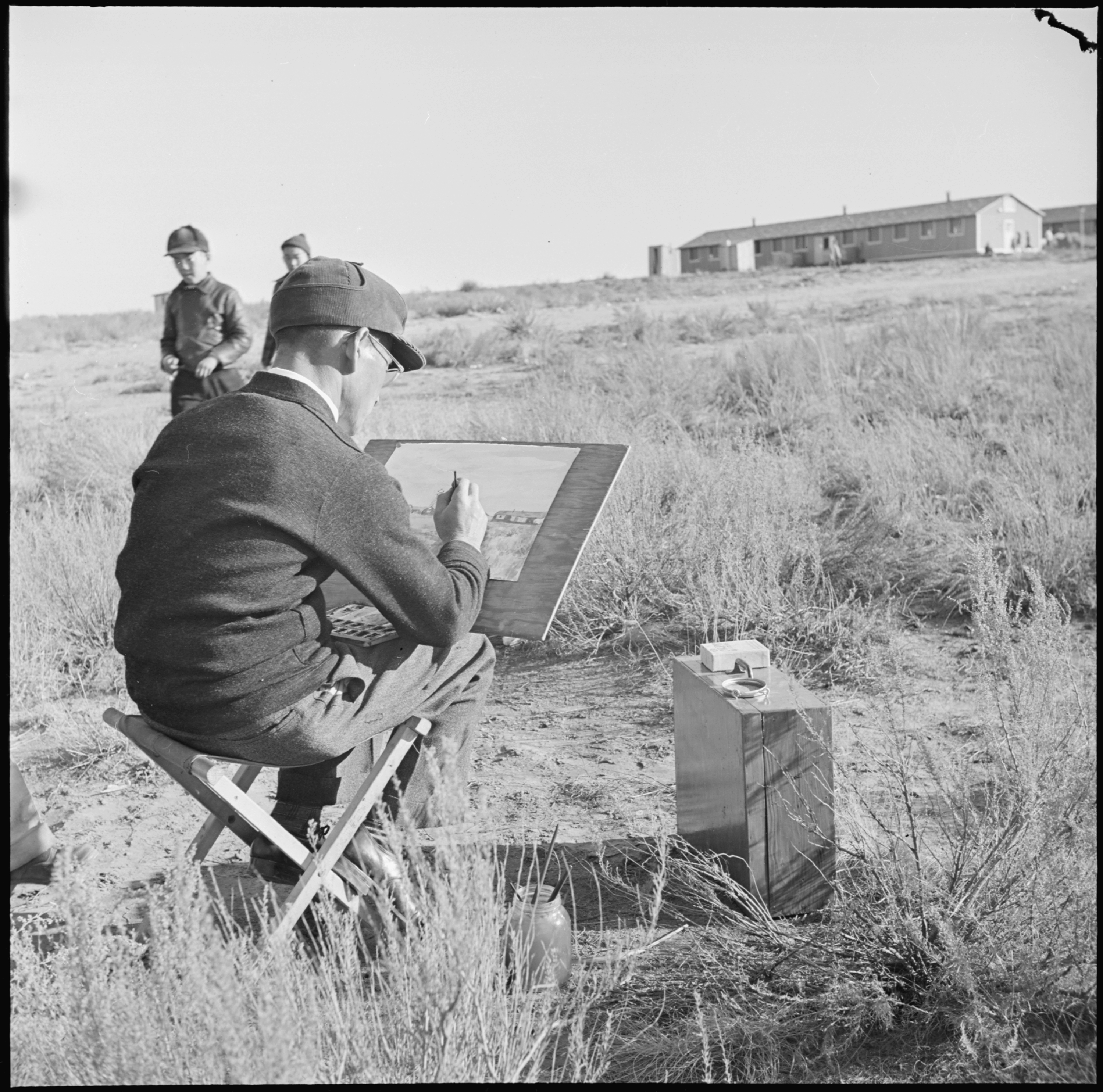
Granada Relocation Center, Amache, Colorado
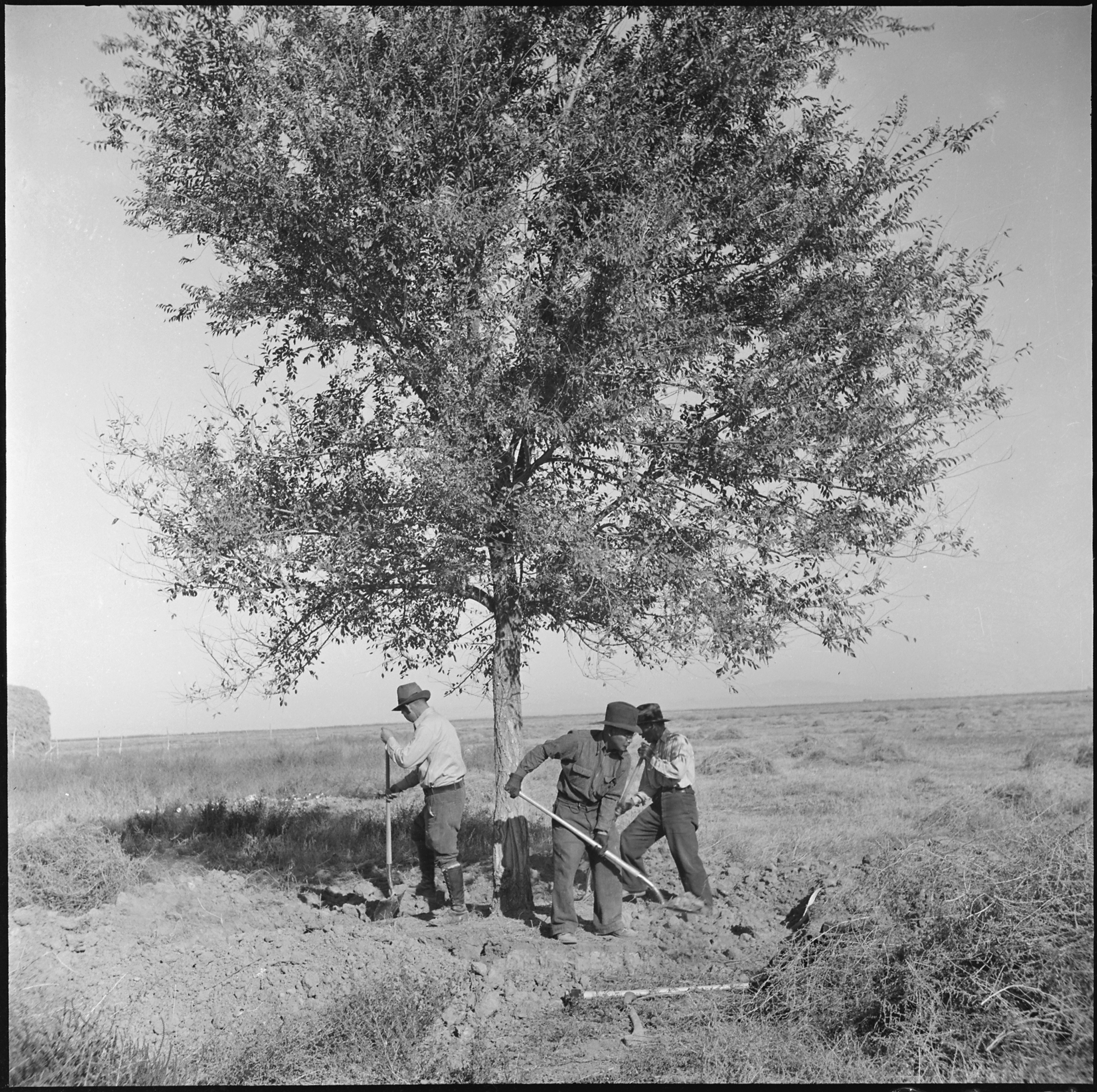
Topaz, Utah
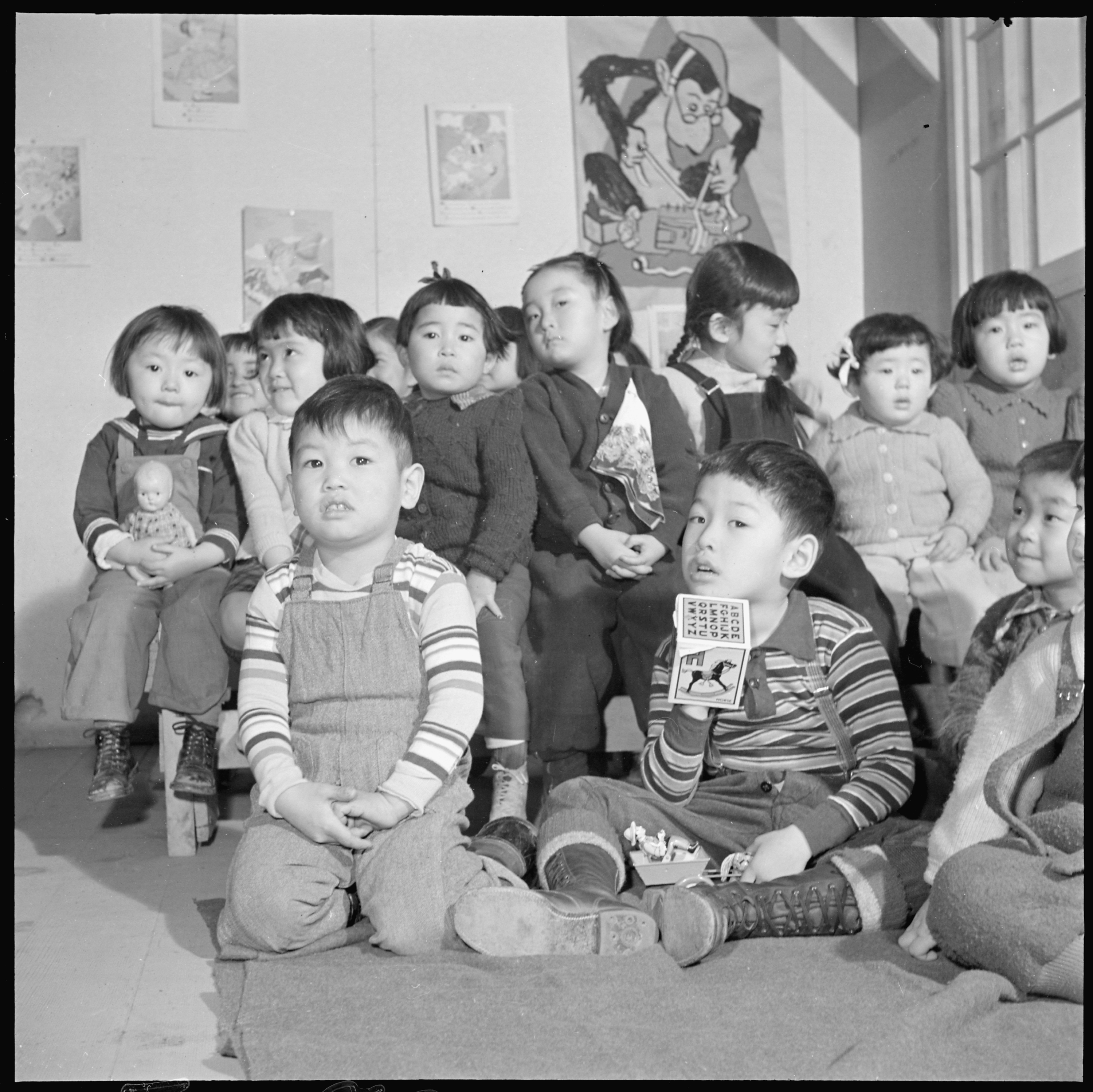
Heart Mountain Relocation Center, Heart Mountain, Wyoming
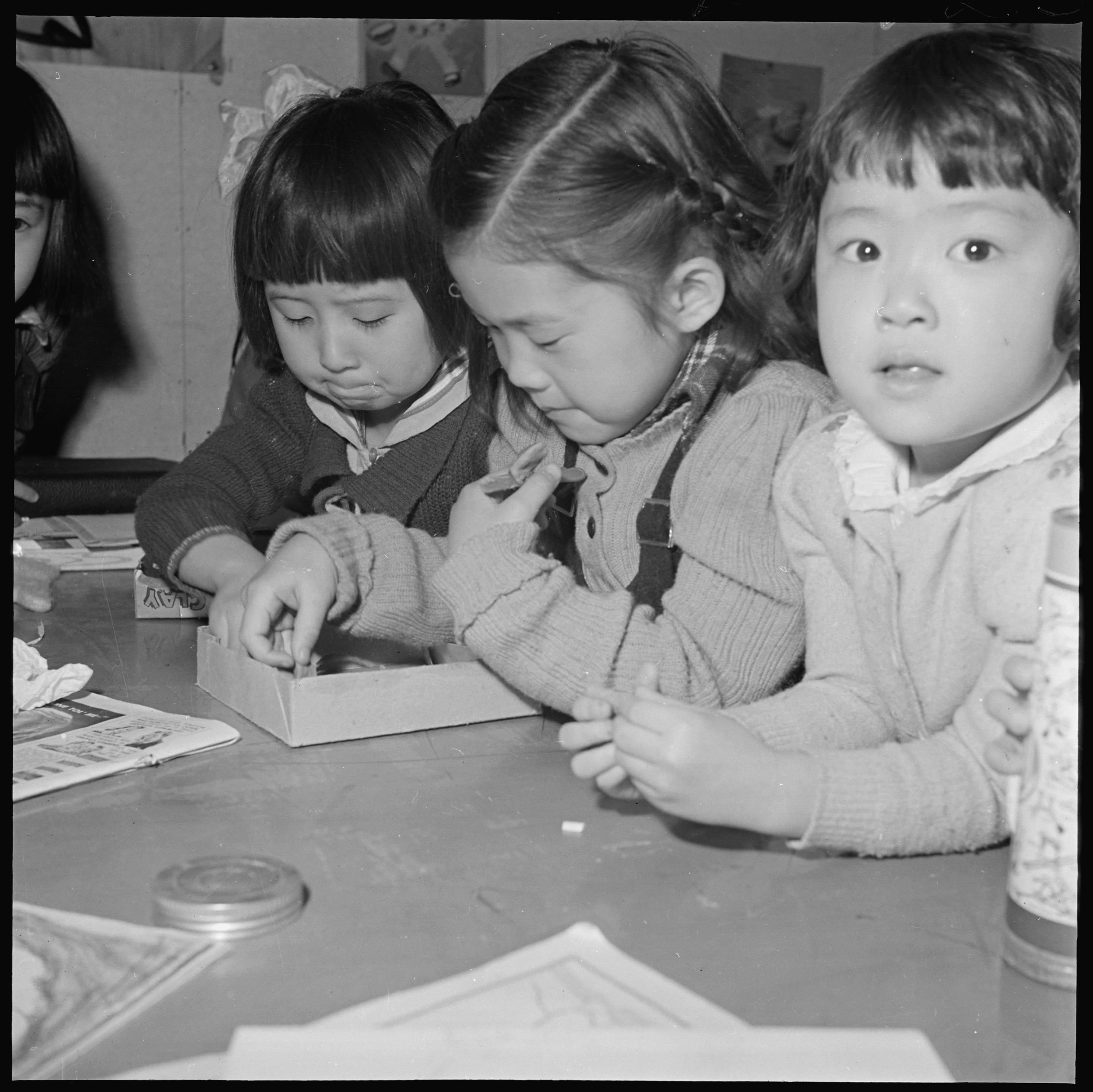
Heart Mountain Relocation Center, Heart Mountain, Wyoming